# Strandbad Angelibad

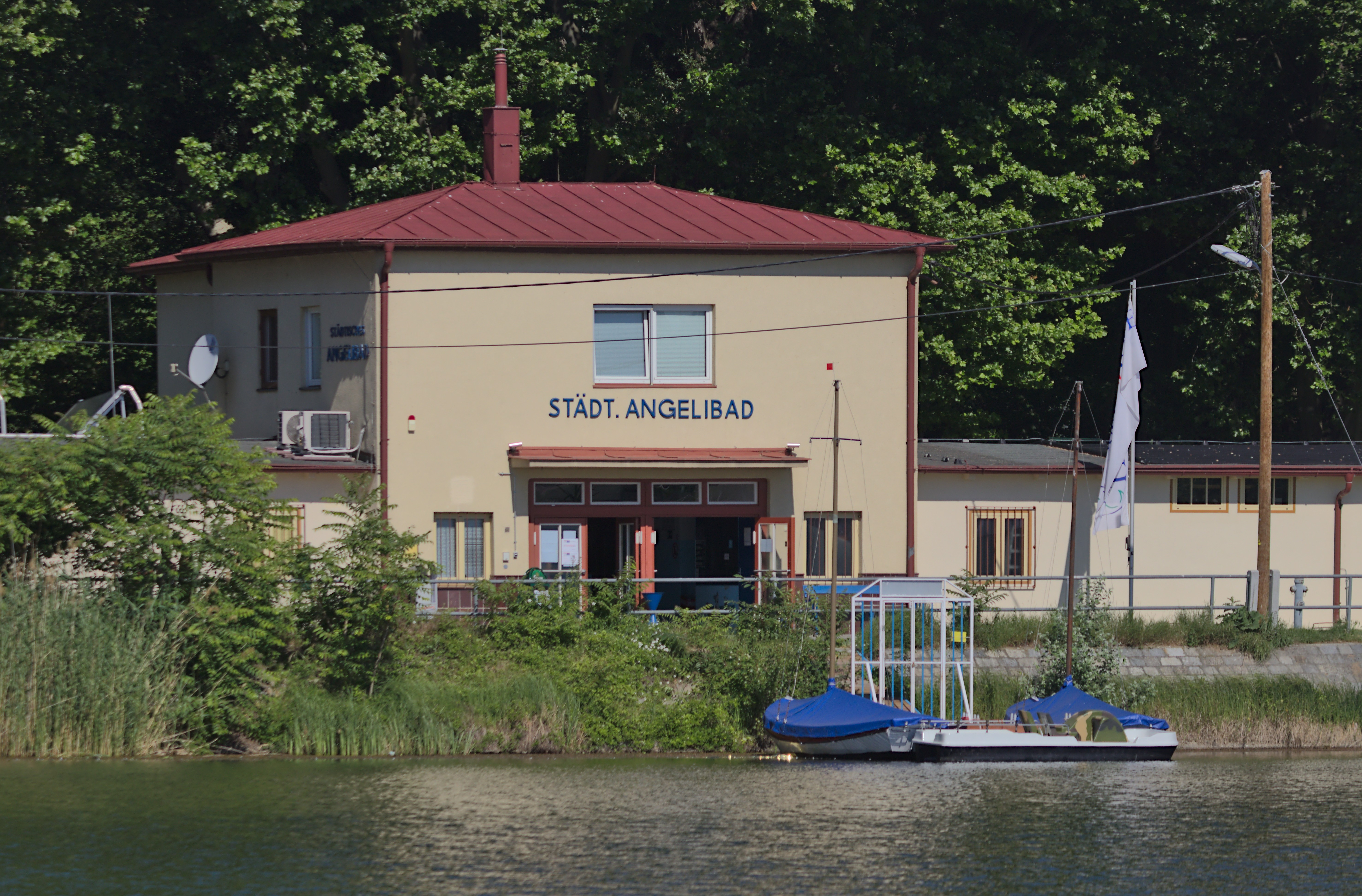
Strandbad Angelibad – Eingang

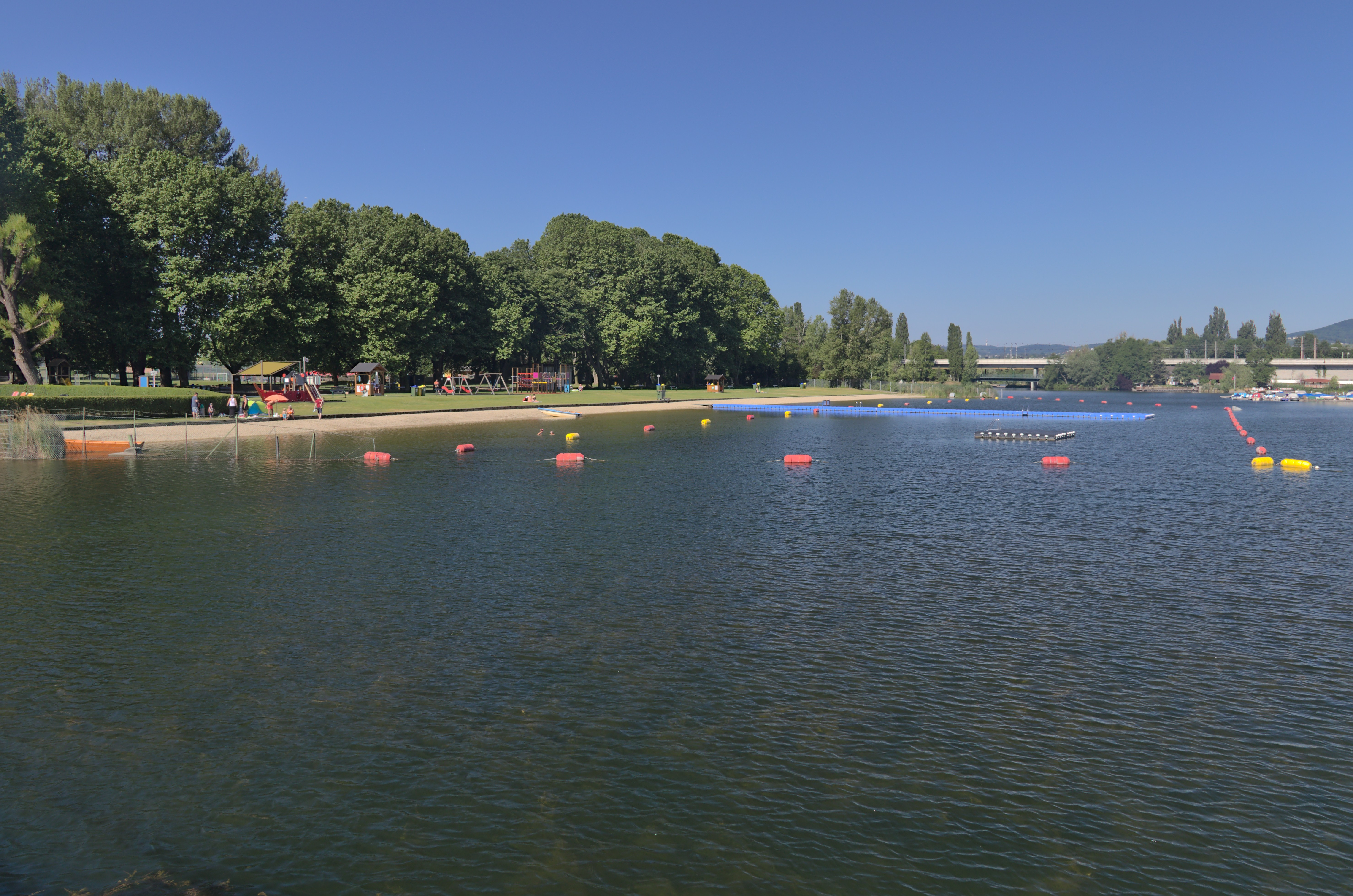
Strandbad Angelibad – Badestrand

Das Strandbad Angelibad oder kurz nur Angelibad ist ein städtisches Sommerbad am rechten (ursprünglich linken) Ufer der Alten Donau im 21. Wiener Gemeindebezirk Floridsdorf unterhalb des Floridsdorfer Wasserparks.

## Geschichte
Das heutige Strandbad Angelibad wurde 1888 am Nordufer der Alten Donau als Birner’sches Vier-Kreuzer-Bad vom Eigentümer des heute noch bestehenden Strandgasthaus Birner gegründet. 1920 wurde das (teilweise auf einer Insel gelegene) Bad von der Stadt Wien übernommen, ausgebaut und in Städtisches Strandbad Mühlschüttel umbenannt. Neu eröffnet wurde es am 5. Juni 1920. Die Namensgebung Angelibad, nach dem Wiener Gemeinderat Hans Angeli (1859–1925), erfolgte 1929. Im selben Jahr wurden am Südufer der Alten Donau Spiel-, Turn- und Ruheplätze im Ausmaß von 12.500 m² geschaffen, nach dem Zweiten Weltkrieg erweitert durch Landaufschüttung.
Während des Zweiten Weltkriegs blieb es geschlossen. Nach der Behebung der Schäden, die der Krieg und ein Brand am 27. April 1948 im Garderobenbereich angerichtet hatten, wurde das Bad 1949 am heutigen Standort wieder eröffnet.
Im Jahr 1998 wurde eine Reihe von Spielgeräten in Betrieb genommen, welche von den Kindern in einer zuvor von der MA 44 – Bäder durchgeführten Aktion ausgewählt worden waren. Grund für diese Maßnahme war der Wunsch der Zuständigen, das Bad für Kinder attraktiver zu machen und damit auch die Besucherfrequenz zu steigern.

## Beschreibung
Das Bad, in dem rund 13 Mitarbeiter beschäftigt sind, verfügt über einen rund 500 Meter langen Strand und ein Kleinkinderbecken mit etwa 133 Quadratmeter Fläche sowie unter anderem Tennisplätze, eine Minigolfanlage, einen Kinderspielplatz, einen Fußballplatz, einen Beachvolleyballplatz, einen Basketballplatz, einen Gatschplatz (Gatsch = Matsch), ein Piratenschiff und eine Schwimmsteg-Anlage. Für die Besucher stehen rund 616 Kästchen und 121 Kabinen zur Verfügung.
1980 wurde das Strandbad Angelibad mit einer Solaranlage mit 320 Quadratmetern Sonnenkollektoren ausgestattet, um sowohl das Wasser im Kleinkinderbecken als auch das Duschwasser zu erwärmen. Die Desinfektion des Kleinkinderbeckens erfolgt mittels einer Hypochloritanlage.
Die Wasserqualität in der Alten Donau wird entsprechend der Richtlinie 76/160/EWG vom 8. Dezember 1975 (gültig noch bis 31. Dezember 2014) beziehungsweise der Richtlinie 2006/7/EG vom 15. Februar 2006 von der MA 44 – Bäder kontrolliert.
2006 wies das Angelibad 75.688 Besucher auf. In den Jahren zuvor waren es 52.000 (2004) und 52.105 (2005).
Es ist mit den Buslinien 20B (Haltestelle Angelibad in der Arbeiterstrandbadstraße) und 33A (nur Montag bis Samstag, Haltestelle Morelligasse) erreichbar.